# North Miami Beach
North Miami Beach ist eine Stadt im Miami-Dade County im US-Bundesstaat Florida mit 43.676 Einwohnern (Stand: 2020).

## Geographie
North Miami Beach liegt etwa sechs Kilometer nördlich von Miami und grenzt an die Kommunen Miami Gardens, Aventura, Sunny Isles Beach und North Miami.

### Klima
Das Klima ist mild und warm, leicht mit einem leichten Wind von See. Statistisch regnet es in den Sommermonaten an durchschnittlich 50 % der Tage, wenn auch nur kurzfristig. Die höchsten Temperaturen sind im Mai bis Oktober, mit bis zu 31 °C. Die kältesten Monate von Dezember bis Februar mit durchschnittlich nur 15 °C. Schneefall ist in der Region nahezu unbekannt.

## Religionen
In North Miami Beach gibt es derzeit sechs verschiedene Kirchen aus fünf unterschiedlichen Konfessionen, darunter ist die Baptistengemeinde mit zwei Kirchen am stärksten vertreten (Stand: 2004).

## Demographische Daten
Laut der Volkszählung 2010 verteilten sich die damaligen 41.523 Einwohner auf 16.402 Haushalte. Die Bevölkerungsdichte lag bei 3244 Einw./km². 47,1 % der Bevölkerung bezeichneten sich als Weiße, 41,4 % als Afroamerikaner, 0,2 % als Indianer und 3,4 % als Asian Americans. 4,1 % gaben die Angehörigkeit zu einer anderen Ethnie und 3,8 % zu mehreren Ethnien an. 36,6 % der Bevölkerung bestand aus Hispanics oder Latinos.
Im Jahr 2010 lebten in 36,9 % aller Haushalte Kinder unter 18 Jahren sowie 25,1 % aller Haushalte Personen mit mindestens 65 Jahren. 68,0 % der Haushalte waren Familienhaushalte (bestehend aus verheirateten Paaren mit oder ohne Nachkommen bzw. einem Elternteil mit Nachkomme). Die durchschnittliche Größe eines Haushalts lag bei 2,86 Personen und die durchschnittliche Familiengröße bei 3,45 Personen.
26,4 % der Bevölkerung waren jünger als 20 Jahre, 28,5 % waren 20 bis 39 Jahre alt, 28,8 % waren 40 bis 59 Jahre alt und 16,5 % waren mindestens 60 Jahre alt. Das mittlere Alter betrug 36 Jahre. 47,9 % der Bevölkerung waren männlich und 52,1 % weiblich.
Das durchschnittliche Jahreseinkommen lag bei 41.489 $, dabei lebten 19,3 % der Bevölkerung unter der Armutsgrenze.
Im Jahr 2000 war Englisch die Muttersprache von 38,50 % der Bevölkerung, spanisch sprachen 31,97 %, haitianisch-kreolisch sprachen 19,32 % und 10,21 % hatten eine andere Muttersprache.

## Sehenswürdigkeiten
Die Fulford by the Sea Entrance und das Ancient Spanish Monastery sind im National Register of Historic Places gelistet.

## Parks und Sportmöglichkeiten
Es gibt ein breites Angebot von verschiedenen Parks sowie mehrere sportliche Einrichtungen sowie Spielwiesen und Möglichkeiten zum Camping und Grillen. An Sportmöglichkeiten wird Beachvolleyball groß angeboten.

## Wirtschaft
Eine nennenswerte Industrie gibt es nicht. Die hauptsächlichen Beschäftigungszweige sind: Ausbildung, Gesundheit und Soziales: (16,9 %), Handel / Einzelhandel: (16,2 %), Zukunftstechnologien, Management, Verwaltung: (10,3 %), Kunst, Unterhaltung, Nahrungsmittel, Restaurants: (14,0 %).

## Schulen
- Johnson & Wales University – Florida Campus, etwa 1500 Studenten

## Bibliotheken
North Miami Beach Public Library mit rund 56.000 Büchern, 2000 Audio- und 3200 Video-Dokumenten.

## Verkehr
North Miami Beach ist sehr verkehrsgünstig gelegen. An der am Westende gelegenen Golden Glades Interchange kreuzen die Interstate 95, der Florida’s Turnpike (mautpflichtig), der U.S. Highway 441 sowie die Florida State Roads 7, 9 und 826 (Palmetto Expressway). Durch das Stadtgebiet führen außerdem der U.S. Highway 1 sowie die State Roads 5, 860, 909 und 915.
Die nächsten Flughäfen sind der nationale, 7 Kilometer entfernt liegende Opa-locka Executive Airport und der 20 Kilometer entfernte Miami International Airport.

## Kriminalität
Die Kriminalitätsrate lag im Jahr 2010 mit 517 Punkten (US-Durchschnitt: 266 Punkte) im hohen Bereich. Es gab zwei Morde, 29 Vergewaltigungen, 136 Raubüberfälle, 179 Körperverletzungen, 743 Einbrüche, 1189 Diebstähle, 177 Autodiebstähle und sieben Brandstiftungen.

2015 wurde bekannt, dass die Polizei in North Miami Beach für Schießübungen sogenannte Mugshots verwendet. Vor allem die Tatsache, dass überwiegend auf Menschen mit schwarzer Hautfarbe geschossen wird, wurde negativ wahrgenommen.